# Propontocypris multiporifera
Propontocypris multiporifera är en kräftdjursart som beskrevs av Teeter 1975. Propontocypris multiporifera ingår i släktet Propontocypris och familjen Pontocyprididae. Inga underarter finns listade i Catalogue of Life.